# Soubakaniédougou (département)
Soubakaniédougou est un département et une commune rurale du Burkina Faso, situé dans la province de la Comoé et la région des Cascades. 
En 2012, le département comptait 28 073 habitants.
En 2019, le dernier recensement général comptabilisait 37 500 habitants.

## Villages
Le département comprend un village chef-lieu (populations actualisées en 2012) :
- Soubakaniédougou (9 451 habitants)

et 13 autres villages :
- Badara (354 habitants)
- Damana (1 485 habitants)
- Dougoudioulama (520 habitants)
- Fornofesso (563 habitants)
- Gouèra (2 006 habitants)
- Gouindougouba (1 954 habitants)
- Gouindougouni (2 630 habitants)
- Katierla (619 habitants)
- Létiéfessé (2 365 habitants)
- Mambiré (710 habitants)
- Nafona (1 233 habitants)
- Panga (2 438 habitants)
- Ziédougou (1 745 habitants)